# دوباره هرگز (ترانه کلی کلارکسون)
«دوباره هرگز» (به انگلیسی: Never Again) تک‌آهنگی از کلی کلارکسون است که در ۲۴ آوریل ۲۰۰۷ منتشر شد. این تک‌آهنگ در آلبوم دسامبر من قرار داشت.